# Sven Olov Lindholm
 (juillet 2015).
Si vous disposez d'ouvrages ou d'articles de référence ou si vous connaissez des sites web de qualité traitant du thème abordé ici, merci de compléter l'article en donnant les références utiles à sa vérifiabilité et en les liant à la section « Notes et références ».
Sven Olov Lindholm (né le 8 février 1903 et mort le 26 avril 1998) est un dirigeant nazi suédois, actif dans plusieurs organisations fascistes entre les années 1920 et 1950.

## Biographie
Né à Jönköping, Lindholm intègre l'armée suédoise très jeune et atteint le grade de sergent. Basé à Stockholm, il fut initié aux thèses anticommunistes et antisémites par Elof Eriksson. Il rejoint peu de temps après Konrad Hallgren et son Sveriges Fascistiska Folkparti (littéralement Parti fasciste populaire suédois) renommé ensuite Sveriges Fascistiska Kamporganisation (Organisation suédoise pour la cause fasciste), où il organise des événements puis se fait accepter en tant que dirigeant.
Lindholm visite Nuremberg en 1929 et abandonne en conséquence le fascisme italien pour se tourner vers le nazisme, qui lui permit de jouer un grand rôle dans la montée en puissance du Parti national-socialiste suédois. Il obtient un score de 5,7 % à Göteborg aux élections à la chambre basse du Riksdag de 1932, ce qui en fait l'un des premiers témoignages de la percée du nazisme dans le pays.
Après la Seconde Guerre mondiale, resté fortement anti-américain, Sven Olov Lindholm participe dans les années 1960 aux campagnes en faveur du FNL vietnamien et évolue vers le soutien au Parti de gauche (Vänsterpartiet Kommunisterna), le parti communiste pro-soviétique de Suède.  